# Jack Rodwell
Jack Christian Rodwell, född 11 mars 1991 i Southport, är en engelsk fotbollsspelare. Rodwell spelar ofta som defensiv mittfältare men kan även spela försvarare. 

## Karriär
Som 16-åring debuterade Rodwell för Everton i en Uefa Cup-match mot AZ Alkmaar och blev därmed den yngsta spelaren som har spelat för Everton i en Europa-cupmatch. Rodwell gjorde sin Premier League-debut mot Sunderland i mars 2008.
I augusti 2012 gick Everton FC med på £ 12 miljoner på Jack Rodwell och lämnar därmed för Manchester City och skriver på ett femårigt avtal med Premier League mästarna 2012.
Den 23 augusti 2018 värvades Rodwell av Blackburn Rovers, där han skrev på ett kontrakt över säsongen 2018/2019. Den 3 januari 2020 värvades Rodwell av Sheffield United, där han skrev på ett halvårskontrakt. Den 23 augusti 2020 förlängde Rodwell sitt kontrakt med ett år.
Den 18 november 2021 gick Rodwell på fri transfer till Western Sydney Wanderers, där han skrev på ett kontrakt till juli 2022. Den 12 augusti 2022 värvades Rodwell av Sydney FC, där han skrev på ett tvåårskontrakt.

## Meriter

### Landslaget
- Tvåa i U-21 EM 2009